# Paul McShane
Paul David McShane (ur. 6 stycznia 1986 w Kilpeddar) – irlandzki piłkarz i trener grający na pozycji obrońcy w rezerwach Manchesteru United. Uczestnik  Mistrzostw Europy 2012.
23 lipca 2021 roku podpisał kontrakt jako grający trener w rezerwach Manchesteru United.

## Statystyki kariery
(aktualne na 17 sierpnia 2021)
| Klub                          | Sezon              | Liga               | Liga  | Liga   | Puchar Anglii | Puchar Anglii | Puchar ligi | Puchar ligi | Europa | Europa | Inne  | Inne   | Suma  | Suma   |
| Klub                          | Sezon              | Liga               | Mecze | Bramki | Mecze         | Bramki        | Mecze       | Bramki      | Mecze  | Bramki | Mecze | Bramki | Mecze | Bramki |
| ----------------------------- | ------------------ | ------------------ | ----- | ------ | ------------- | ------------- | ----------- | ----------- | ------ | ------ | ----- | ------ | ----- | ------ |
| Manchester United             | 2004/05            | Premier League     | 0     | 0      | 0             | 0             | 0           | 0           | 0      | 0      | 0     | 0      | 0     | 0      |
| Walsall (wyp.)                | 2004/05            | League One         | 4     | 1      | 0             | 0             | 0           | 0           | –      | –      | –     | –      | 4     | 1      |
| Brighton & Hove Albion (wyp.) | 2005/06            | Championship       | 38    | 4      | 1             | 0             | 1           | 0           | –      | –      | –     | –      | 40    | 4      |
| West Bromwich Albion          | 2006/07            | Championship       | 32    | 2      | 4             | 1             | 3           | 0           | –      | –      | 3     | 0      | 42    | 3      |
| Sunderland                    | 2007/08            | Premier League     | 21    | 0      | 1             | 0             | 0           | 0           | –      | –      | –     | –      | 22    | 0      |
| Hull City (wyp.)              | 2008/09            | Premier League     | 17    | 1      | 2             | 0             | 0           | 0           | –      | –      | –     | –      | 19    | 1      |
| Hull City                     | 2009/10            | Premier League     | 27    | 0      | 0             | 0             | 1           | 0           | –      | –      | –     | –      | 28    | 0      |
| Hull City                     | 2010/11            | Championship       | 19    | 0      | 0             | 0             | 1           | 0           | –      | –      | –     | –      | 20    | 0      |
| Barnsley (wyp.)               | 2010/11            | Championship       | 10    | 1      | 0             | 0             | 0           | 0           | –      | –      | –     | –      | 10    | 1      |
| Hull City                     | 2011/12            | Championship       | 1     | 0      | 1             | 0             | 0           | 0           | –      | –      | –     | –      | 2     | 0      |
| Crystal Palace (wyp.)         | 2011/12            | Championship       | 11    | 0      | 0             | 0             | 1           | 0           | –      | –      | –     | –      | 12    | 0      |
| Hull City                     | 2012/13            | Championship       | 25    | 2      | 3             | 0             | 1           | 0           | –      | –      | –     | –      | 29    | 2      |
| Hull City                     | 2013/14            | Premier League     | 10    | 0      | 3             | 0             | 2           | 1           | –      | –      | –     | –      | 15    | 1      |
| Hull City                     | 2014/15            | Premier League     | 20    | 1      | 1             | 0             | 1           | 0           | 1      | 0      | –     | –      | 23    | 1      |
| Reading                       | 2015/16            | Championship       | 35    | 0      | 3             | 1             | 2           | 0           | –      | –      | –     | –      | 40    | 1      |
| Reading                       | 2016/17            | Championship       | 30    | 3      | 0             | 0             | 0           | 0           | –      | –      | 1     | 0      | 31    | 3      |
| Reading                       | 2017/18            | Championship       | 26    | 0      | 1             | 0             | 0           | 0           | –      | –      | –     | –      | 27    | 0      |
| Reading                       | 2018/19            | Championship       | 5     | 0      | 0             | 0             | 0           | 0           | –      | –      | –     | –      | 5     | 0      |
| Rochdale                      | 2019/20            | League One         | 16    | 0      | 1             | 1             | 0           | 0           | –      | –      | –     | –      | 17    | 1      |
| Rochdale                      | 2020/21            | League One         | 19    | 0      | 0             | 0             | 1           | 0           | –      | –      | –     | –      | 20    | 0      |
| Manchester United Rezerwy     | 2021/22            | Premier League 2   | 0     | 0      | –             | –             | –           | –           | –      | –      | –     | –      | 0     | 0      |
| Ogólnie w karierze            | Ogólnie w karierze | Ogólnie w karierze | 369   | 15     | 21            | 3             | 14          | 1           | 1      | 0      | 4     | 0      | 409   | 19     |